# روث جونز
روث جونز (به انگلیسی: Ruth Jones)(زاده ۲۲ سپتامبر ۱۹۶۶) بازیگر ولزی است.
از کارهای معروف او می‌توان به بازی در فیلم اِما و بریتانیای کوچک اشاره کرد.